# NGC 7697
NGC 7697 é uma galáxia espiral (Sb) localizada na direcção da constelação de Tucana. Possui uma declinação de -65° 23' 46" e uma ascensão recta de 23 horas, 34 minutos e 52,3 segundos.
A galáxia NGC 7697 foi descoberta em 6 de Setembro de 1836 por John Herschel.